# جيوفاني أنتونيلي
جيوفاني أنتونيلي (بالإنجليزية: Giovanni Antonelli)‏ (و. 1818 – 1872 م) هو عالم فلك، ورياضياتي، ومهندس من مملكة إيطاليا . ولد في بستويا .
توفي في فلورنسا، عن عمر يناهز 54 عاماً.

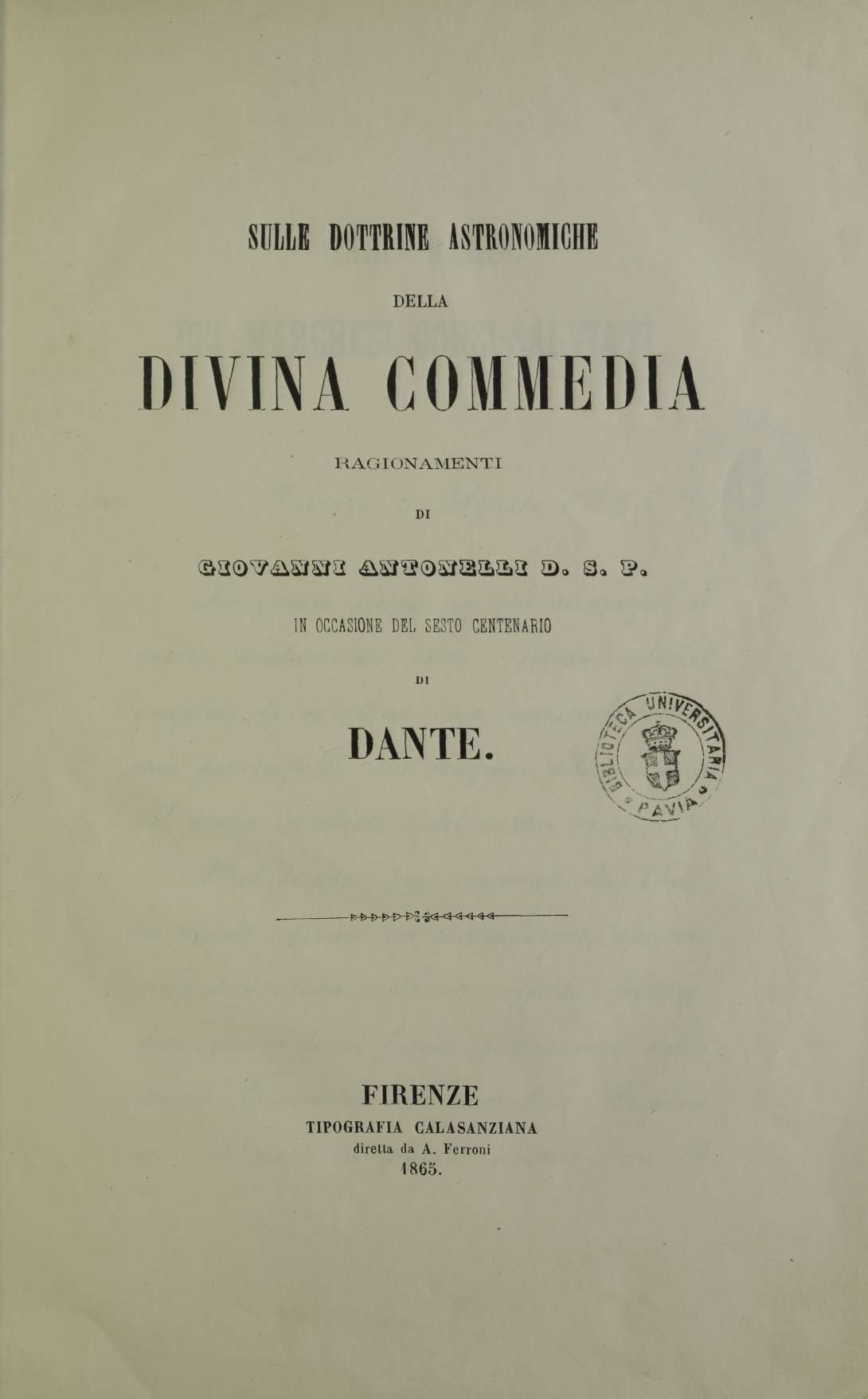
Sulle dottrine astronomiche della Divina Commedia, 1865